# Erik Lamela
Erik Manuel Lamela Cordero (Buenos Aires, 4 marzo 1992) è un ex calciatore argentino, di ruolo attaccante.
Nel 2012 è stato inserito nella lista dei migliori calciatori nati dopo il 1991 stilata da Don Balón.

## Caratteristiche tecniche
Soprannominato el Coco, 
viene paragonato a Kaká per il fisico e il modo di giocare, è molto dotato tecnicamente. Una delle sue specialità è la rabona, con la quale il 14 marzo 2021 realizza una rete nel derby londinese contro l'Arsenal. È prevalentemente un'ala destra, ma può giocare anche da ala sinistra o sulla trequarti.
Ha praticato il calcio a 5 fino a 14 anni e i movimenti di questa disciplina influenzano il suo modo di giocare a calcio. Nella stagione 2012-2013, schierato soprattutto come ala destra, si caratterizza per lo spiccato senso del gol che lo porta a essere una delle rivelazioni del campionato. La sua caratteristica è quella di partire da destra per poi accentrarsi e colpire sul palo lontano sfruttando il suo mancino preciso.

## Carriera

### Club

#### River Plate
Cresciuto nelle giovanili dei Millonarios, Lamela debutta in prima squadra il 14 giugno 2009 contro il Tigre, partita valevole per il Campionato di Clausura. Il 5 dicembre 2010 segna la sua prima rete in carriera con la maglia del River contro il Colón, siglando il momentaneo 1-1. Conclude l'esperienza con il River Plate totalizzando 38 presenze (34 nella terza stagione) e 4 reti. La sua ultima stagione con i biancorossi coincide con la prima retrocessione del club argentino.

#### Roma

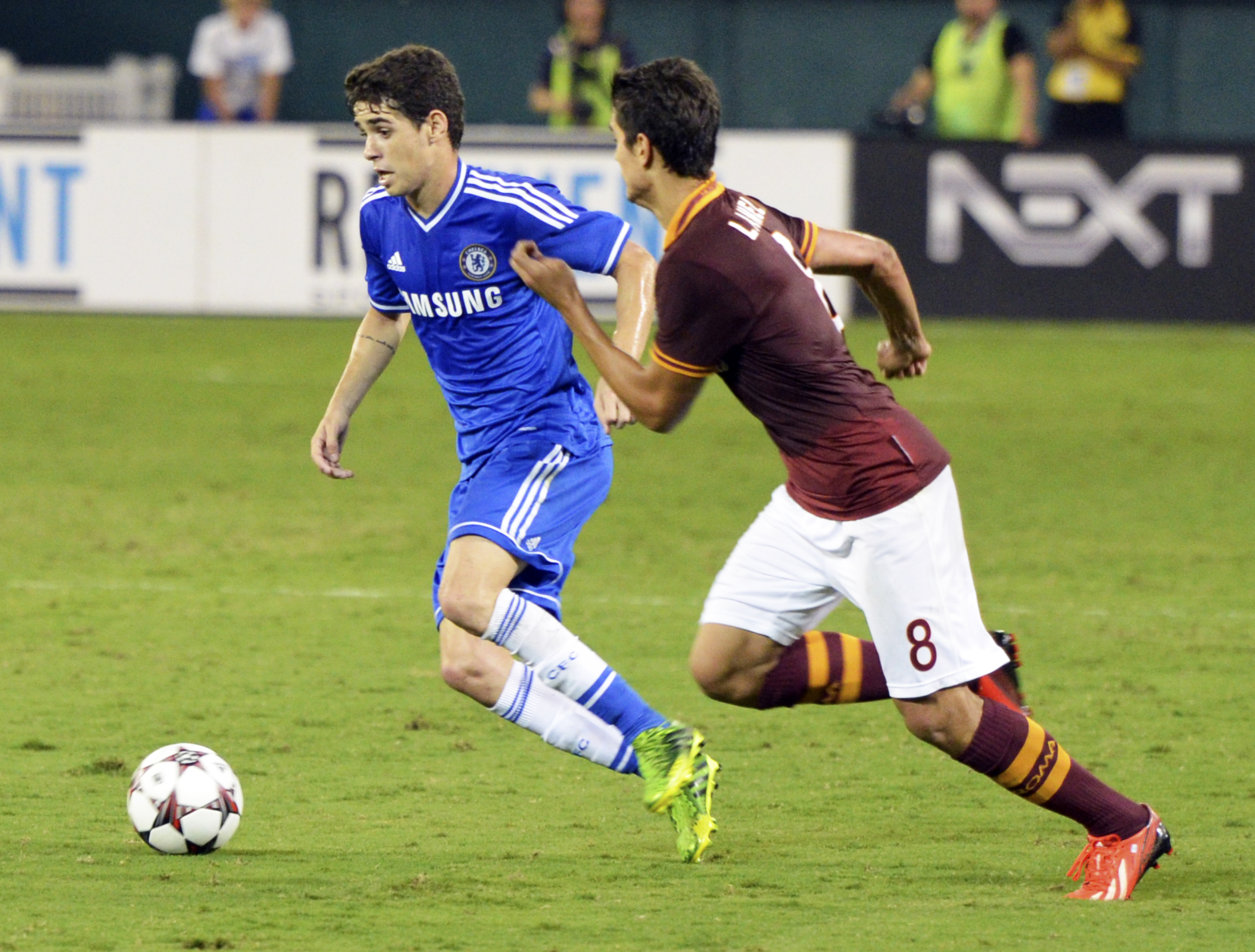
Lamela in azione in un duello con Oscar, durante l'amichevole Roma-Chelsea del 2013.

Il 6 agosto 2011 viene acquistato a titolo definitivo dalla Roma, per 12 milioni di euro più altri 2 milioni di bonus in base alle presenze; inoltre al River Plate va un ulteriore importo di 3,06 milioni a titolo di imposte, facendo lievitare il costo del trasferimento a circa 17 milioni di euro. Lamela ha firmato un contratto quinquennale, con un ingaggio a salire da 1,8 milioni lordi per la prima stagione fino a 2,86 per l'ultima, oltre ai premi. Il 23 ottobre 2011, nella sfida di Serie A contro il Palermo, debutta da titolare e segna il primo gol in maglia giallorossa dopo 8 minuti dal fischio d'inizio; la sua rete si rivelerà decisiva ai fini del risultato. L'11 gennaio 2012, negli ottavi di finale di Coppa Italia contro la Fiorentina (3-0), segna la sua prima doppietta. Il 23 aprile 2012 viene squalificato per tre giornate dal giudice sportivo per aver sputato sulla maglia del giocatore della Juventus Stephan Lichtsteiner nei minuti finali della partita Juventus-Roma, giocata la sera prima e finita 4-0 per la squadra bianconera. Termina la prima stagione in giallorosso con 31 presenze e 6 gol in totale.
La stagione seguente Lamela migliora il suo apporto in zona gol grazie all'arrivo di Zdeněk Zeman, amante del gioco offensivo. Il 16 settembre 2012 segna la sua prima rete stagionale contro il Bologna, gara persa 3-2 in casa. Il 28 ottobre 2012, segna contro l'Udinese la sua prima doppietta in Serie A, gara poi terminata 2 a 3 per i bianconeri. Si ripete il 22 dicembre, siglando un'altra doppietta nella gara contro il Milan, partita vinta dalla Roma per 4 a 2. Segna inoltre il momentaneo gol del vantaggio in Lazio-Roma, partita finita poi 3-2 per i biancocelesti. Grazie a queste prestazioni viene premiato come Atleta dell'anno del 2012, quarta edizione del premio riservato agli atleti di squadre romane. Il 14 aprile 2013 una sua rete decide la gara contro il Torino, vinta per 1-2 dalla Roma. Concluderà poi la stagione con 15 reti in Serie A (miglior stagione in carriera sul piano realizzativo).

#### Tottenham Hotspur

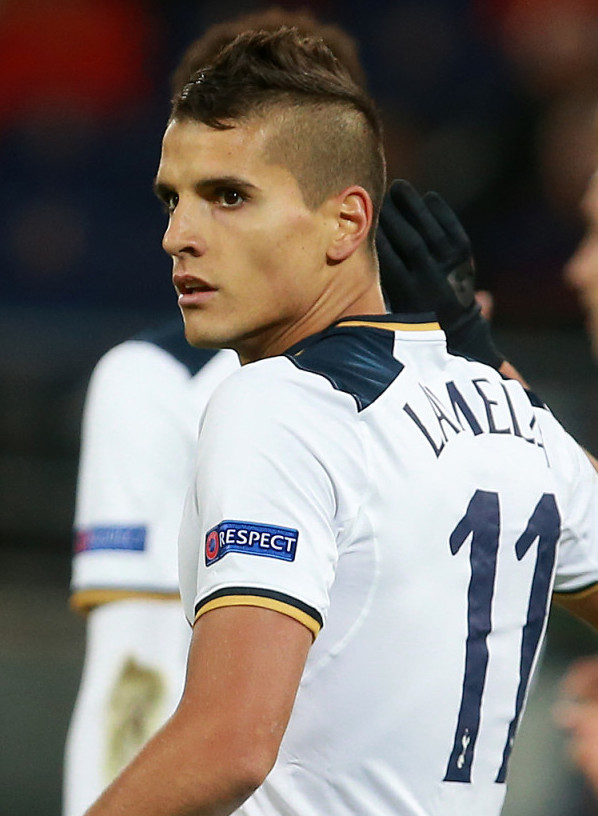
Erik Lamela con la maglia del Tottenham durante una gara di Champions League nel 2016.

Il 25 agosto 2013 è in panchina nella prima partita di campionato della Roma. Tre giorni dopo viene acquistato dal Tottenham per circa 30 milioni di euro più bonus legati al raggiungimento di traguardi sportivi. Debutta con la maglia degli Spurs il 1º settembre seguente, nel derby londinese contro l'Arsenal perso per 0-1. Segna la sua prima rete ufficiale il 7 novembre contro lo Sheriff, match di Europa League terminato 2-1 per i londinesi. Il 29 dicembre, nella gara contro lo Stoke City, subisce un infortunio che lo tiene fuori per tutto il resto della stagione. Conclude il suo primo anno al Tottenham raccogliendo soltanto 17 presenze ed una sola rete.
La stagione successiva vede l'arrivo sulla panchina degli Spurs di Mauricio Pochettino, che dà fiducia al ragazzo nonostante la stagione precedente. Lamela fa il suo debutto stagionale il 16 agosto 2014, nella vittoria per 1-0 contro il West Ham. Il 23 ottobre segna una doppietta, di cui la prima rete con una rabona dal limite dell'area avversaria, contro l'Asteras Tripolis (5-1), partita valevole per la fase a gironi di Europa league. Il 20 dicembre seguente realizza la sua prima rete in Premier League, decidendo il match contro il Burnley (2-1). Il 25 aprile 2015 segna il suo secondo gol in campionato, nel pareggio per 2-2 sul campo del Southampton. Conclude la sua seconda stagione con 46 presenze e 5 gol.
Il 25 ottobre 2016, Lamela, a seguito del match di EFL contro il Liverpool, rimedia un grave infortunio all'anca, che desta immediatamente preoccupazioni nel mister Pochettino e nello staff medico del Tottenham. Per risolvere il problema, nel gennaio 2017 rientra a Roma per sottoporsi alle cure mediche dei fisioterapisti dello staff dei giallorossi. Dopo essersi sottoposto a due interventi chirurgici a cavallo tra aprile e maggio, Lamela resta lontano dai campi non solo fino a fine stagione, ma anche per quasi l'intera seconda metà del 2017, ritornando a disputare una partita il 28 novembre 2017, dopo ben 400 giorni di stop, subentrando al compagno di squadra Christian Eriksen nel match di Premier League contro il Leicester City. Tornato a pieno regime professionistico, il 3 ottobre 2018 Lamela sigla la sua prima rete in Champions League (la sua decima rete in competizioni internazionali) a scapito del Barcelona.
L'argentino è stato protagonista della gara dei quarti di finale di Carabao Cup contro il Chelsea: è riuscito prima a pareggiare la gara all'83' minuto mettendo a segno la sua prima rete stagionale per poi aiutare la propria squadra a battere gli avversari ai tiri di rigore. Nel gennaio del 2021 è stato multato dalla società per aver violato le norme contro il COVID-19 partecipando ad una festa natalizia; per questa violazione, è stato escluso per diverse gare. Il 14 marzo ha messo a segno una rete di rabona nel North London derby, venendo successivamente espulso per doppia ammonizione e gli Spurs finirono per perdere la gara 2-1. Successivamente, questa rete vinse il FIFA Puskás Award 2021.

#### Siviglia
Il 26 luglio 2021 viene acquistato dal Siviglia. Il 15 agosto seguente, all'esordio in campionato, firma una doppietta nel successo per 3-0 contro il Rayo Vallecano. Nei suoi primi quattro mesi riuscì a timbrare per quattro volte fornendo anche 6 assist, ma sfortunatamente il giocatore subì un infortunio alla spalla durante una sessione di allenamento, che lo terrà fuori dal campo da gioco per circa 4 mesi. Il 18 maggio 2023, grazie ad una sua rete al 95' nella semifinale di ritorno contro la Juventus, porta il Siviglia in finale di UEFA Europa League 2022-2023, vinta poi ai calci di rigore contro la Roma. Con il gol segnato contro l’Elche raggiunge la doppia cifra nel campionato spagnolo risultando essere l’unico argentino ad aver segnato almeno 10 gol in Serie A, Premier e Liga. Nella stagione 2023-2024 gioca solo 19 partite complessivamente e nel maggio del 2024 annuncia l’addio al Siviglia dopo tre stagioni andando a scadenza di contratto.

#### AEK Atene
Il 21 luglio 2024, viene ingaggiato a parametro zero dall'AEK Atene, nella massima serie greca, con cui firma un contratto triennale.
Dopo una sola annata, dove realizza 6 reti in 31 presenze, il 14 agosto 2025 rescinde il suo contratto con il club greco e annuncia il ritiro dal calcio giocato  e l'ingresso nello staff tecnico di Matías Almeyda al Siviglia. 

### Nazionale

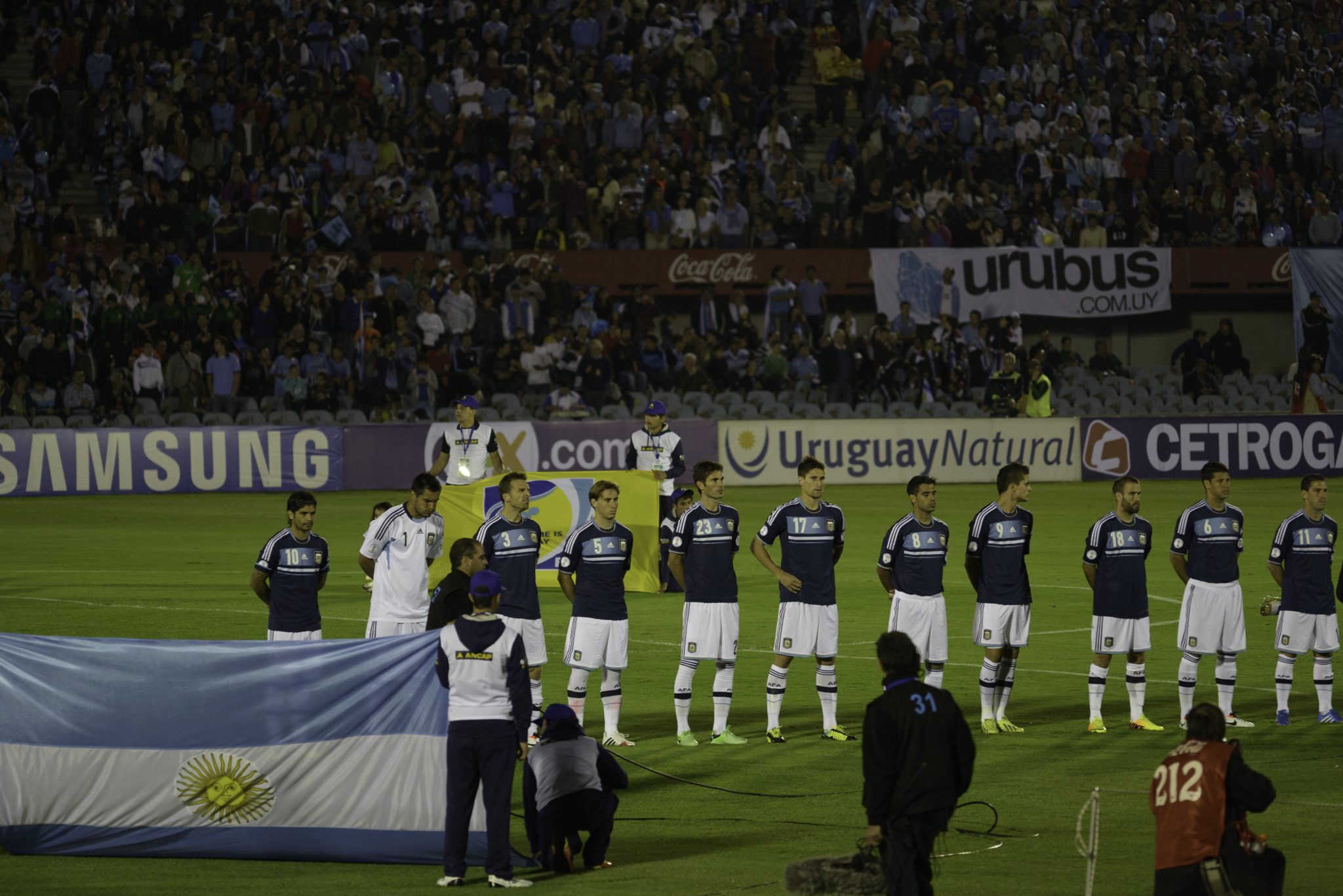
Lamela nell'ottobre 2013, durante la partita contro l'Uruguay, valevole per le qualificazioni ai Mondiali 2014.

Riceve la prima convocazione in nazionale maggiore nel maggio 2011 da parte del CT Sergio Daniel Batista; esordisce il 25 dello stesso mese nell'amichevole contro il Paraguay, vinta 4-2 dall'Argentina. Poche settimane più tardi viene convocato per il Mondiale Under-20. Il 29 luglio 2011 segna un gol nella partita contro il Messico, vinta per 1-0. Agli ottavi di finale segna due reti, entrambe su calcio di rigore, contro l'Egitto regalando la vittoria alla sua squadra.
Nel maggio 2013 viene convocato da Alejandro Sabella per sostituire Lionel Messi in alcune partite amichevoli. Il 3 settembre 2014 mette a segno il suo primo gol con la maglia della nazionale, andando a segno nella vittoria in amichevole per 4-2 contro la Germania.
Viene convocato per la Copa America 2015 nella quale giunge secondo con la sua nazionale, sconfitta in finale dal Cile padrone di casa.
Viene convocato per la Copa América Centenario negli Stati Uniti. In questa competizione va a segno il 14 giugno 2016 nella terza partita del girone vinta 3 a 0 contro la Bolivia, e si ripete anche nei quarti di finale il 18 giugno nel 4 a 1 al Venezuela.
Nel novembre 2018, dopo più di due anni di assenza torna a disputare uno spezzone di gara con la sua nazionale, subentrando ad Acuña nella vittoria per 2-0 in amichevole col Messico.

## Statistiche

### Presenze e reti nei club
Statistiche aggiornate all'11 maggio 2025.
| Stagione           | Squadra            | Campionato         | Campionato | Campionato | Coppe nazionali | Coppe nazionali | Coppe nazionali | Coppe continentali | Coppe continentali | Coppe continentali | Altre coppe | Altre coppe | Altre coppe | Totale | Totale |
| Stagione           | Squadra            | Comp               | Pres       | Reti       | Comp            | Pres            | Reti            | Comp               | Pres               | Reti               | Comp        | Pres        | Reti        | Pres   | Reti   |
| ------------------ | ------------------ | ------------------ | ---------- | ---------- | --------------- | --------------- | --------------- | ------------------ | ------------------ | ------------------ | ----------- | ----------- | ----------- | ------ | ------ |
| 2008-2009          | River Plate        | PD                 | 1          | 0          | -               | -               | -               | -                  | -                  | -                  | -           | -           | -           | 1      | 0      |
| 2009-2010          | River Plate        | PD                 | 1          | 0          | -               | -               | -               | -                  | -                  | -                  | -           | -           | -           | 1      | 0      |
| 2010-2011          | River Plate        | PD                 | 34         | 4          | -               | -               | -               | -                  | -                  | -                  | -           | -           | -           | 34     | 4      |
| Totale River Plate | Totale River Plate | Totale River Plate | 36         | 4          |                 | -               | -               |                    | -                  | -                  |             | -           | -           | 36     | 4      |
| 2011-2012          | Roma               | A                  | 29         | 4          | CI              | 2               | 2               | UEL                | 0                  | 0                  | -           | -           | -           | 31     | 6      |
| 2012-2013          | Roma               | A                  | 33         | 15         | CI              | 3               | 0               | -                  | -                  | -                  | -           | -           | -           | 36     | 15     |
| Totale Roma        | Totale Roma        | Totale Roma        | 62         | 19         |                 | 5               | 2               |                    | 0                  | 0                  |             | -           | -           | 67     | 21     |
| 2013-2014          | Tottenham          | PL                 | 9          | 0          | FACup+CdL       | 0+2             | 0               | UEL                | 6                  | 1                  | -           | -           | -           | 17     | 1      |
| 2014-2015          | Tottenham          | PL                 | 33         | 2          | FACup+CdL       | 1+4             | 0+1             | UEL                | 8                  | 2                  | -           | -           | -           | 46     | 5      |
| 2015-2016          | Tottenham          | PL                 | 34         | 5          | FACup+CdL       | 2+0             | 0               | UEL                | 8                  | 6                  | -           | -           | -           | 44     | 11     |
| 2016-2017          | Tottenham          | PL                 | 9          | 1          | FACup+CdL       | 0+2             | 0+1             | UCL+UEL            | 3+0                | 0                  | -           | -           | -           | 14     | 2      |
| 2017-2018          | Tottenham          | PL                 | 25         | 2          | FACup+CdL       | 6+0             | 2+0             | UCL                | 2                  | 0                  | -           | -           | -           | 33     | 4      |
| 2018-2019          | Tottenham          | PL                 | 19         | 4          | FACup+CdL       | 4+1             | 0+1             | UCL                | 9                  | 1                  | -           | -           | -           | 33     | 6      |
| 2019-2020          | Tottenham          | PL                 | 25         | 2          | FACup+CdL       | 4+1             | 1+0             | UCL                | 5                  | 1                  | -           | -           | -           | 35     | 4      |
| 2020-2021          | Tottenham          | PL                 | 23         | 1          | FACup+CdL       | 2+2             | 1+1             | UEL                | 8                  | 1                  | -           | -           | -           | 35     | 4      |
| Totale Tottenham   | Totale Tottenham   | Totale Tottenham   | 177        | 17         |                 | 31              | 8               |                    | 49                 | 12                 |             | -           | -           | 257    | 37     |
| 2021-2022          | Siviglia           | PD                 | 20         | 5          | CR              | 0               | 0               | UCL                | 4                  | 0                  | -           | -           | -           | 24     | 5      |
| 2022-2023          | Siviglia           | PD                 | 32         | 6          | CR              | 4               | 1               | UCL+UEL            | 5+8                | 0+2                | -           | -           | -           | 49     | 9      |
| 2023-2024          | Siviglia           | PD                 | 13         | 2          | CR              | 2               | 0               | UCL                | 3                  | 0                  | SU          | 1           | 0           | 19     | 2      |
| Totale Siviglia    | Totale Siviglia    | Totale Siviglia    | 65         | 13         |                 | 6               | 1               |                    | 20                 | 2                  |             | 1           | 0           | 92     | 16     |
| 2024-2025          | AEK Atene          | SLE                | 18+6       | 3+2        | CG              | 5               | 1               | UECL               | 2                  | 0                  | -           | -           | -           | 25+6   | 4+2    |
| Totale carriera    | Totale carriera    | Totale carriera    | 366        | 58         |                 | 47              | 12              |                    | 71                 | 14                 |             | 1           | 0           | 483    | 84     |

### Cronologia presenze e reti in nazionale
| Cronologia completa delle presenze e delle reti in nazionale ― Argentina | Cronologia completa delle presenze e delle reti in nazionale ― Argentina | Cronologia completa delle presenze e delle reti in nazionale ― Argentina | Cronologia completa delle presenze e delle reti in nazionale ― Argentina | Cronologia completa delle presenze e delle reti in nazionale ― Argentina | Cronologia completa delle presenze e delle reti in nazionale ― Argentina | Cronologia completa delle presenze e delle reti in nazionale ― Argentina | Cronologia completa delle presenze e delle reti in nazionale ― Argentina |
| Data                                                                     | Città                                                                    | In casa                                                                  | Risultato                                                                | Ospiti                                                                   | Competizione                                                             | Reti                                                                     | Note                                                                     |
| ------------------------------------------------------------------------ | ------------------------------------------------------------------------ | ------------------------------------------------------------------------ | ------------------------------------------------------------------------ | ------------------------------------------------------------------------ | ------------------------------------------------------------------------ | ------------------------------------------------------------------------ | ------------------------------------------------------------------------ |
| 25-5-2011                                                                | Resistencia                                                              | Argentina                                                                | 4 – 2                                                                    | Paraguay                                                                 | Amichevole                                                               | -                                                                        | 54’ - 58’                                                                |
| 14-6-2013                                                                | Città del Guatemala                                                      | Guatemala                                                                | 0 – 4                                                                    | Argentina                                                                | Amichevole                                                               | -                                                                        | 46’                                                                      |
| 14-8-2013                                                                | Roma                                                                     | Italia                                                                   | 1 – 2                                                                    | Argentina                                                                | Amichevole                                                               | -                                                                        | 45’                                                                      |
| 11-10-2013                                                               | Rosario                                                                  | Argentina                                                                | 3 – 1                                                                    | Perù                                                                     | Qual. Mondiali 2014                                                      | -                                                                        | 80’                                                                      |
| 15-10-2013                                                               | Montevideo                                                               | Uruguay                                                                  | 3 – 2                                                                    | Argentina                                                                | Qual. Mondiali 2014                                                      | -                                                                        | 18’ - 76’                                                                |
| 18-11-2013                                                               | Saint Louis                                                              | Argentina                                                                | 2 – 0                                                                    | Bosnia ed Erzegovina                                                     | Amichevole                                                               | -                                                                        | 77’                                                                      |
| 3-9-2014                                                                 | Düsseldorf                                                               | Germania                                                                 | 2 – 4                                                                    | Argentina                                                                | Amichevole                                                               | 1                                                                        | 68’                                                                      |
| 11-10-2014                                                               | Pechino                                                                  | Brasile                                                                  | 2 – 0                                                                    | Argentina                                                                | Amichevole                                                               | -                                                                        | 61’                                                                      |
| 12-11-2014                                                               | Londra                                                                   | Argentina                                                                | 2 – 1                                                                    | Croazia                                                                  | Amichevole                                                               | -                                                                        | 77’                                                                      |
| 18-11-2014                                                               | Manchester                                                               | Argentina                                                                | 0 – 1                                                                    | Portogallo                                                               | Amichevole                                                               | -                                                                        | 61’ - 82’                                                                |
| 6-6-2015                                                                 | San Juan                                                                 | Argentina                                                                | 5 – 0                                                                    | Bolivia                                                                  | Amichevole                                                               | -                                                                        | 61’                                                                      |
| 20-6-2015                                                                | Viña del Mar                                                             | Argentina                                                                | 1 – 0                                                                    | Giamaica                                                                 | Coppa America 2015 - 1º turno                                            | -                                                                        | 84’                                                                      |
| 4-9-2015                                                                 | Houston                                                                  | Argentina                                                                | 7 – 0                                                                    | Bolivia                                                                  | Amichevole                                                               | -                                                                        | 77’                                                                      |
| 13-10-2015                                                               | Asunción                                                                 | Paraguay                                                                 | 0 – 0                                                                    | Argentina                                                                | Qual. Mondiali 2018                                                      | -                                                                        | 68’                                                                      |
| 13-11-2015                                                               | Buenos Aires                                                             | Argentina                                                                | 1 – 1                                                                    | Brasile                                                                  | Qual. Mondiali 2018                                                      | -                                                                        | 81’                                                                      |
| 27-5-2016                                                                | San Juan                                                                 | Argentina                                                                | 1 – 0                                                                    | Honduras                                                                 | Amichevole                                                               | -                                                                        | 64’                                                                      |
| 6-6-2016                                                                 | Santa Clara                                                              | Argentina                                                                | 2 – 1                                                                    | Cile                                                                     | Coppa America Centenario - 1º turno                                      | -                                                                        | 80’                                                                      |
| 10-6-2016                                                                | Chicago                                                                  | Argentina                                                                | 5 – 0                                                                    | Panama                                                                   | Coppa America Centenario - 1º turno                                      | -                                                                        | 43’                                                                      |
| 14-6-2016                                                                | Seattle                                                                  | Argentina                                                                | 3 – 0                                                                    | Bolivia                                                                  | Coppa America Centenario - 1º turno                                      | 1                                                                        |                                                                          |
| 18-6-2016                                                                | Foxborough                                                               | Argentina                                                                | 4 – 1                                                                    | Venezuela                                                                | Coppa America Centenario - Quarti di finale                              | 1                                                                        | 67’                                                                      |
| 21-6-2016                                                                | Houston                                                                  | Stati Uniti                                                              | 0 – 4                                                                    | Argentina                                                                | Coppa America Centenario - Semifinale                                    | -                                                                        | 67’                                                                      |
| 26-6-2016                                                                | East Rutherford                                                          | Argentina                                                                | 0 – 0 dts (2 – 4 dtr)                                                    | Cile                                                                     | Coppa America Centenario - Finale                                        | -                                                                        | 111’                                                                     |
| 6-9-2016                                                                 | Mérida                                                                   | Venezuela                                                                | 2 – 2                                                                    | Argentina                                                                | Qual. Mondiali 2018                                                      | -                                                                        | 67’                                                                      |
| 16-11-2018                                                               | Córdoba                                                                  | Argentina                                                                | 2 – 0                                                                    | Messico                                                                  | Amichevole                                                               | -                                                                        | 89’                                                                      |
| 21-11-2018                                                               | Mendoza                                                                  | Argentina                                                                | 2 – 0                                                                    | Messico                                                                  | Amichevole                                                               | -                                                                        | 45’ - 59’                                                                |
| Totale                                                                   |                                                                          | Presenze                                                                 | 25                                                                       |                                                                          | Reti                                                                     | 3                                                                        |                                                                          |

## Palmarès

### Club

#### Competizioni internazionali
- UEFA Europa League: 1

Siviglia: 2022-2023

### Individuale
- Gol più bello della UEFA Europa League: 1

2014-2015
- FIFA Puskás Award: 1

2021 (14 marzo 2021: Arsenal - Tottenham 2-1)